# Usine
Pour les articles homonymes, voir L'Usine.

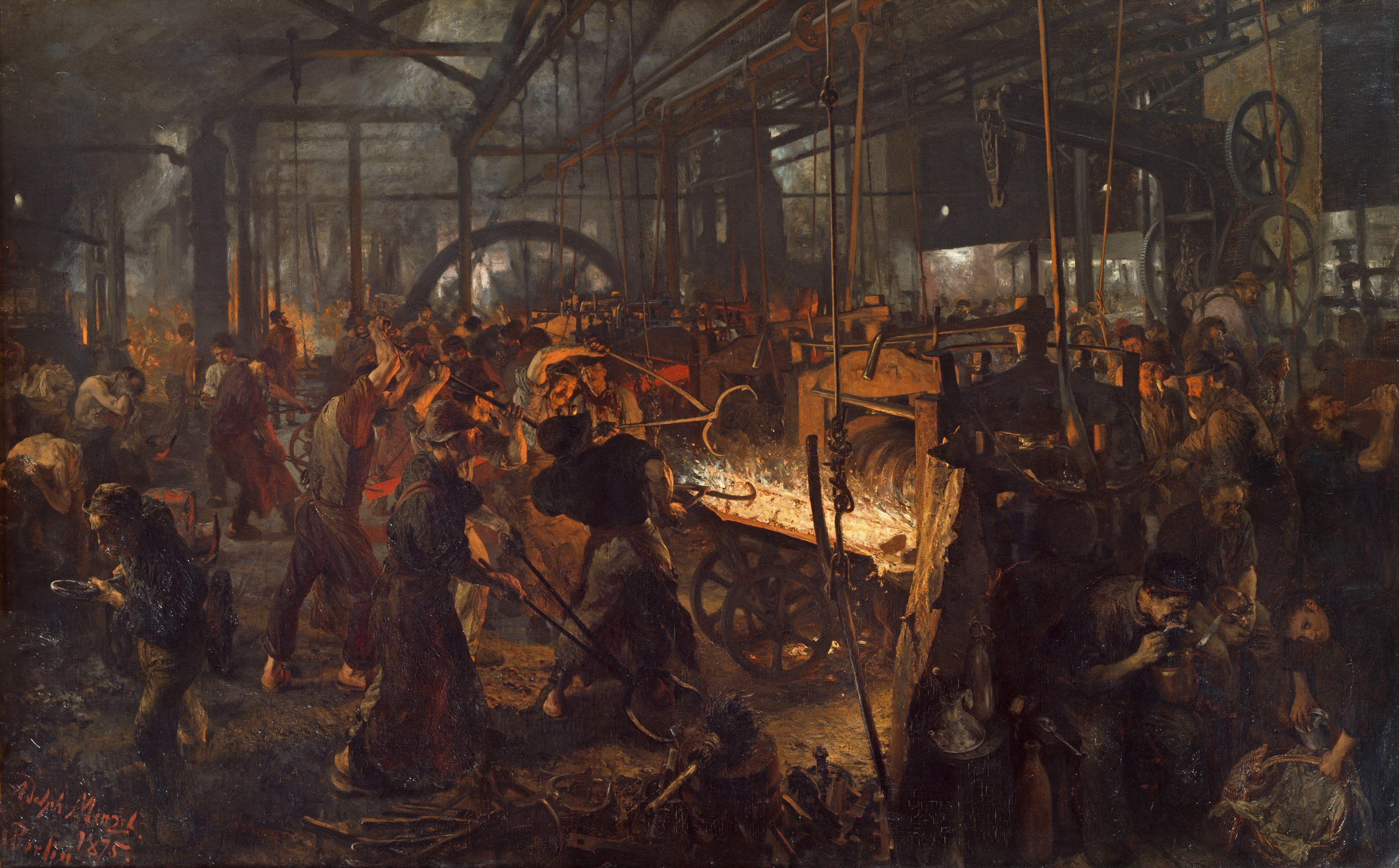
Le travail en usine vers la fin du XIXe siècle représenté par Adolph von Menzel.

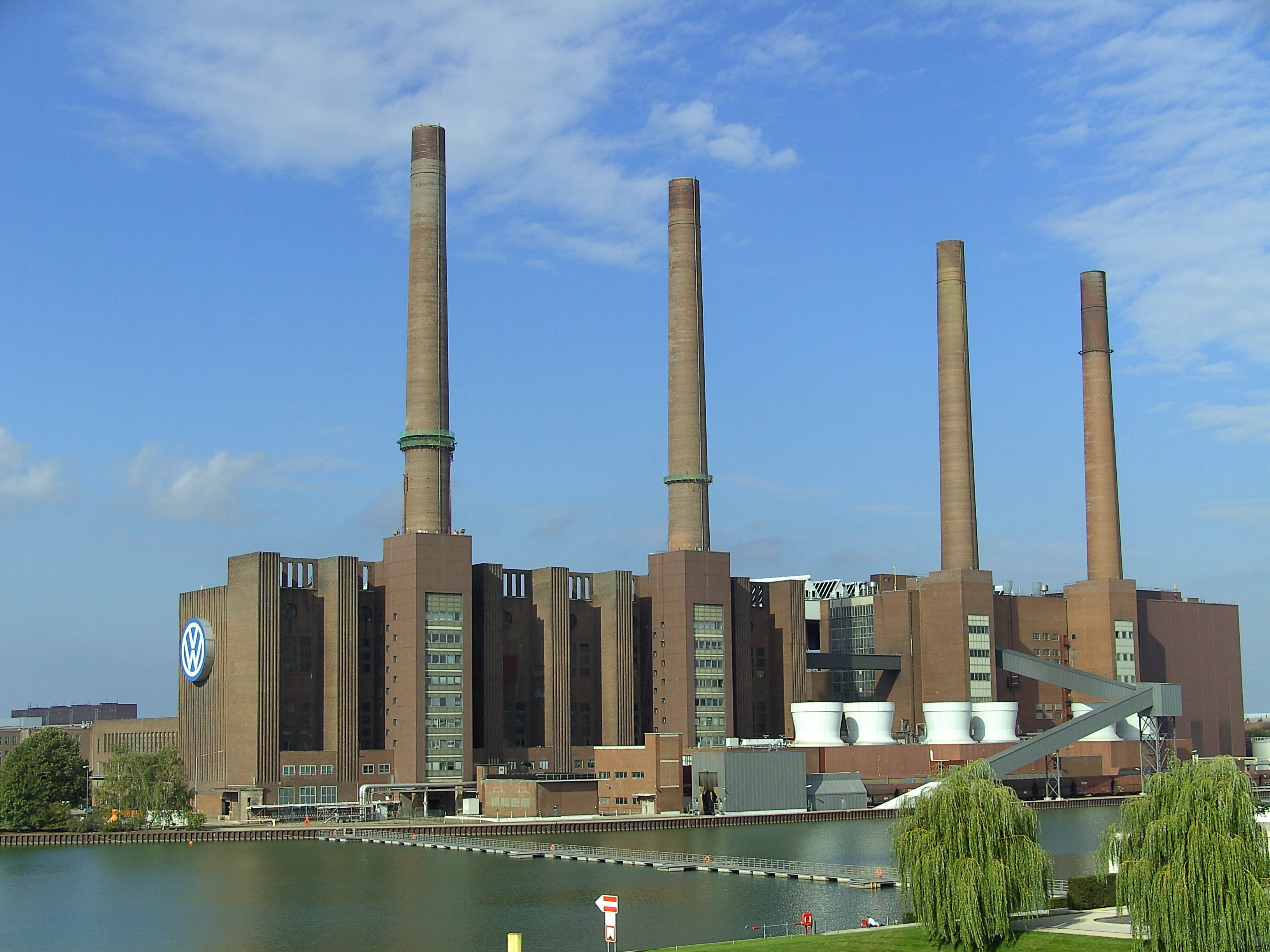
Usine du constructeur automobile Volkswagen AG à Wolfsbourg, siège social du groupe.

Une usine est un bâtiment ou un ensemble de bâtiments où sont transformées des matières premières en produits industriels, en énergie, ou bien où est produite de l'énergie (par exemple, l'usine marémotrice de la Rance).
Au sens large, une usine est un bâtiment ou un ensemble de bâtiments destinés à la production industrielle. En France, les usines sont généralement des Installations Classées pour la Protection de l'Environnement (ICPE).

## Étymologie
« Usine » vient du latin officina, par wisine et uisine (1274). Proprement et anciennement, l'usine est une machine mue par l'eau. C'est à partir de la révolution industrielle, une fabrique dont le produit est obtenu par des machines plus que par le travail des ouvriers, tels que moulin, forge: l'utilisation de l'outil donc, et l'énergie hydraulique jusqu'à la révolution industrielle où on lui substitue la vapeur.
Usiner, c'est façonner une pièce avec une machine-outil. Usiner, c'est aussi travailler dans une usine, ou travailler dur, expression popularisée au début du XXe siècle.

## Histoire

### De l'atelier à l'usine
À l'origine, l'atelier est le premier lieu spécifiquement destiné à l'activité industrielle. Installé en ville mais aussi à la campagne, il abrite les activités de petites entreprises familiales et individuelles. On y travaille essentiellement les denrées alimentaires, les étoffes, la passementerie et le bois. Le personnel est généralement réduit : le patron travaille aux côtés de ses ouvriers (un ou deux) et de son éventuel apprenti.
L'atelier évolue peu à peu, à côté de la proto-industrie, en ce qu'on appelle la manufacture. On n'y utilise toujours pas ou peu de machines, mais la différence réside dans la concentration d'une main d'œuvre plus nombreuse. Les manufactures apparaissent très tôt dans les domaines où cet agrandissement est vite nécessaire, les chantiers navals, les verreries, et les corderies. La manufacture, qui est plus à l'origine une structure commerciale vendant des produits finis qu'une entité physique, se distingue de l'usine qui elle, fabrique des produits semi-finis.
Dès la révolution industrielle à la fin du XVIIIe siècle, la notion d'usine s'impose. Par opposition à la manufacture (fabrication manuelle), on y utilise des machines en grand nombre. Comme le métier à tisser s'est amélioré techniquement, les usines de tissages prennent le dessus sur les filatures.

### XXesièclejusqu'aux années 1960

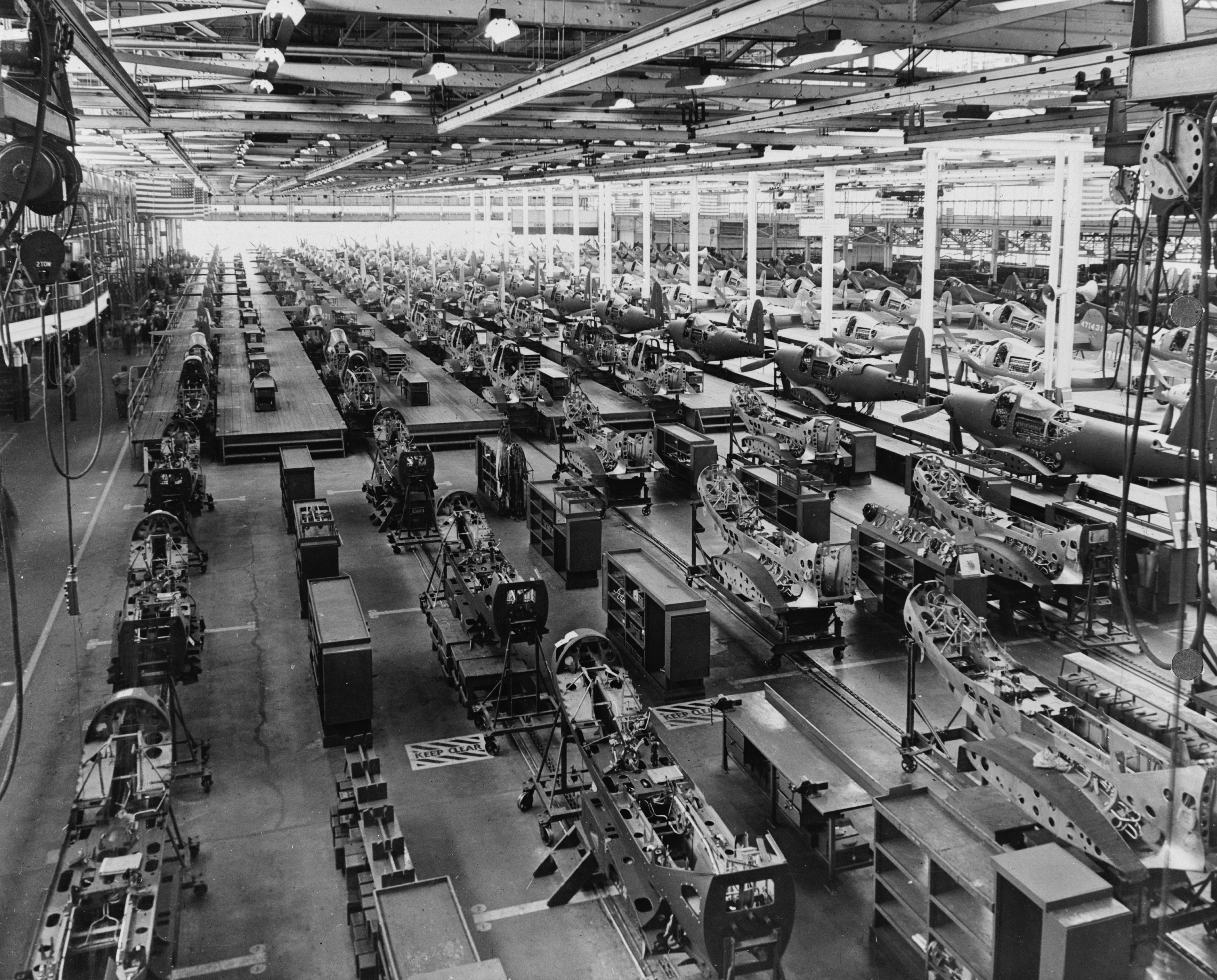
Site de production de Bell Aircraft Corporation à Wheatfield, New York.

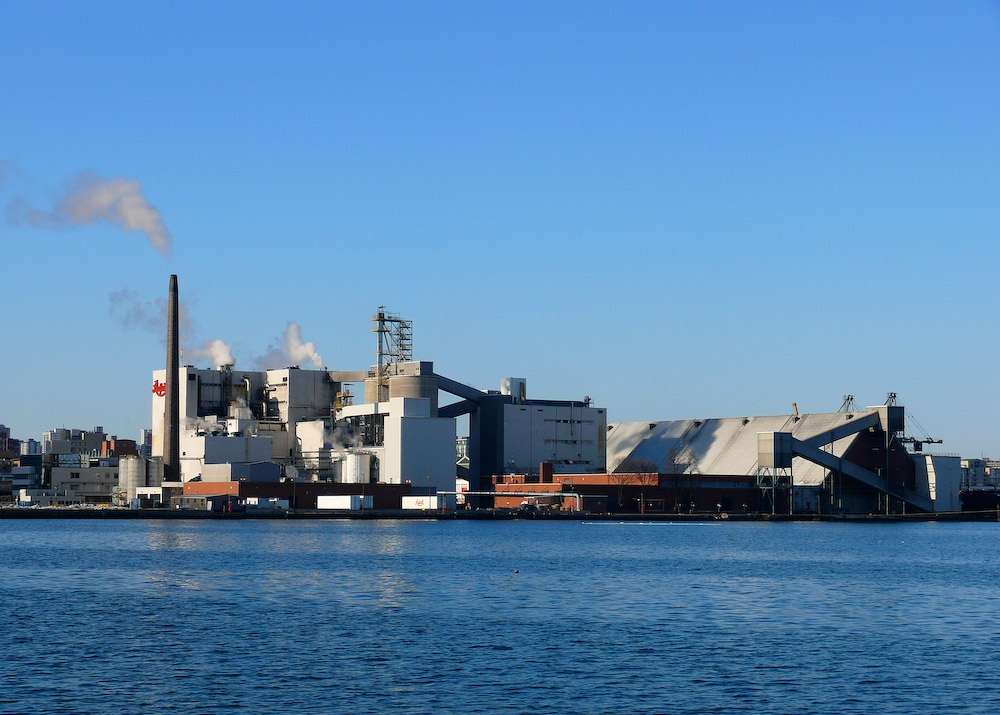
La sucrerie Redpath à Toronto, une usine qui produit du sucre raffiné.

L'usine  est née avec la production de masse. Il s'agissait de regrouper en un même lieu un maximum de moyens de production permettant de produire le plus économiquement possible de grandes quantités d'un même produit. Ce regroupement permettait une parcellisation des tâches à effectuer, afin de saturer les ressources (machines et ouvriers). Ce type d'organisation du travail (taylorisme) s'est traduit par :
- les chaînes de montage en ligne,
- le regroupement des postes en ateliers homogènes, c’est-à-dire par métier.

Par exemple, pour la fabrication d'ensembles mécaniques, on trouve typiquement :
- l'atelier de tournage, de perçage,
- l'atelier de perçage, de fraisage, de rabotage,
- l'atelier de débit, de découpe, d'emboutissage, de forge,
- l'atelier de traitement thermique, de peinture,
- l'atelier de montage ou d'assemblage, les zones de prémontage,
- l'atelier d'outillage,
- le magasin des matières premières,
- le stock de produits finis,
- les magasins d'en-cours (stock de pièces peintes…).

Ces ateliers provoquent des pollutions, qui mènent à la nécessité de développer une ventilation industrielle, aussi bien par mesure de sécurité pour le bâtiment que pour la santé des travailleurs.
Dans les domaines dits « improductifs », il y a un découpage similaire :
- bureau d'études, études produits, études outillages,
- bureau des méthodes,
- services d'achats, lancement, ordonnancement, magasins, manutention, après-vente…

Les services relevant de la direction générale, comme la comptabilité, le service commercial et autres fonctions éloignées des contraintes de fonctionnement de l'usine, se trouvent au siège. L'arrivée de l'informatique se traduit par son utilisation en comptabilité et gestion financière.
Deux événements vont modifier l'usine :
- la diversification de la demande,
- l'invention du centre d'usinage, de la machine-outil à commande numérique.

### Après les années 1960

#### Diversification de la demande
L'industriel américain Henry Ford disait : « Vous aurez la voiture de la couleur que vous désirez, du moment qu'elle est noire » (voir Fordisme). L'usine s'est compliquée lorsqu'il fallut, par exemple, produire des voitures de toutes les couleurs.
La création et la multiplication de variantes et d'options met à mal l'organisation traditionnelle de l'usine, son implantation et sa gestion.
Il s'agit, par exemple, de livrer des voitures de nombreuses couleurs, avec des sièges et des tableaux de bords différents. Il faut passer de la grande série à la production par lots, ou à l'unité.
Les différentes organisations changent l'implantation de l'usine et les principes de gestion de la production :
- Création d'îlots multi-métiers grâce à la Technologie de Groupe (TGAO) (Group Technology)
- Mise en parallèle de lignes d'assemblage spécialisées ou bien synchronisation, afin de réduire les stocks d'en cours et de réduire l'encombrement des postes en composants.
- Sous-traitance de composants, en se concentrant sur son métier,
- Développement des systèmes de manutention et de stockage automatisés et flexibles,
- Gestion de la production assistée par ordinateur, en planifiant les tâches le plus précisément possible en fonction des commandes et des prévisions (GPAO).

L'implantation des postes de travail évolue pour favoriser une plus grande polyvalence. Cette amélioration des flux de matières s'accompagne du développement de moyens de manutention et de stockage plus rapides et plus souples. Ainsi naît ce qui deviendra la Transitique.
Les usines deviennent plus simples, mais les réseaux de convoyeurs les envahissent, dans des zones jusque-là réservées au chariot à fourches.

#### La commande numérique des machines-outils
La commande numérique d'une machine date du XVIIIe siècle. Jacques de Vaucanson réalise le premier métier à tisser à cartes perforées. Il faudra attendre 1942, pour que Bendix (États-Unis) sorte la première machine-outils à commande numérique. En France, G.S.P. (société reprise par Forest) invente la première perceuse-aléseuse dont le positionnement est commandé par des cartes perforées, puis par un ruban perforé. Cette commande numérique va évoluer jusqu'à pouvoir être alimentée par des calculateurs. La bande perforée disparait, au profit de données figurant sur un support magnétique. Puis apparait le centre d'usinage, qui est une machine capable de faire du perçage, de l'alésage, du fraisage, du taraudage par exemple. C'est une sorte d'îlot multi-métiers, qui supprime les manutentions, les attentes inter-opérations, qui améliore la qualité. C'est un énorme bouleversement. En effet, ou soudera toutes les pièces d'un ensemble avant d'effectuer toutes les opérations d'usinage sur un même poste, le centre d'usinage.
Il va conduire à développer la mise en communication du dessin des pièces avec la machine qui les usine. (Conception assistée par ordinateur : CAO, puis Conception et fabrication assistées par ordinateur : CFAO). De la planche à dessin, qui devient un ordinateur, jusqu'à l'armoire de commande numérique de la machine-outil.
Cette « mise en ligne », cette tension du flux, va se généraliser à des cellules flexibles, comprenant plusieurs centres d'usinages, et des ateliers flexibles. Cette organisation va être reprise dans les ateliers d'assemblage, qu'ils soient manuels ou robotisés, ou mixtes. Toujours pour les mêmes raisons: tendre les flux, pour diminuer les temps de passage qui génèrent des stocks et une incapacité à répondre à une demande variée et évolutive (nouveaux produits aux cycles de vie plus courts).

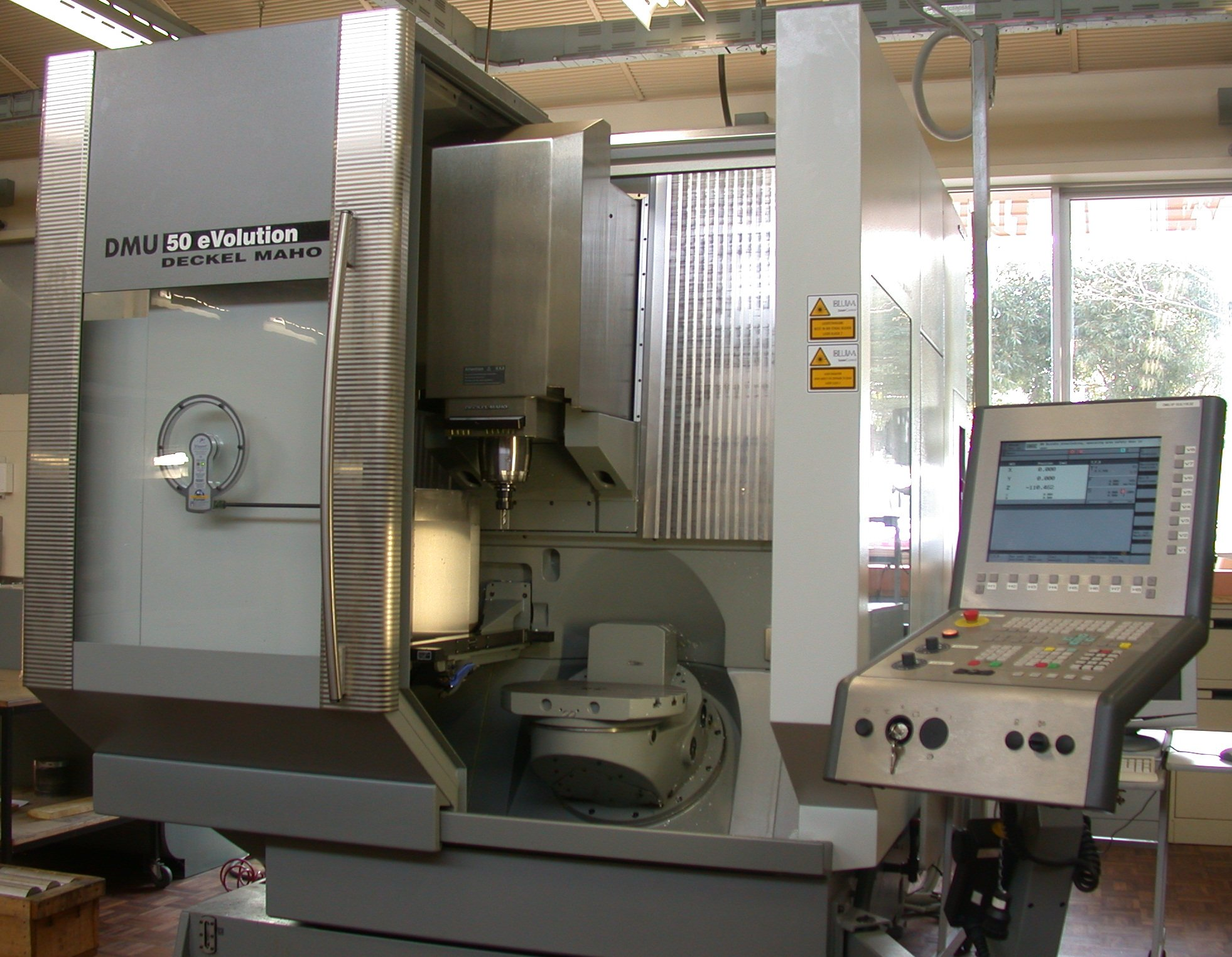
Centre d'usinage 5 axes

Et en même temps le flux tiré fait son chemin; (toyotisme) pour les uns, technique de réapprovisionnement des épiceries pour les autres.
L'informatique gère tous les processus, le juste-à-temps ou flux tendu s'étend à toutes les fonctions. L'usine change d'aspect, les fonctions se rapprochent. C'est l'intégration. L'ouvrier côtoie le robot, dont l'ancêtre est la machine à commande numérique.
Sur cette photo d'un centre d'usinage, on ne distingue ni le magasin d'outils, ni le dispositif de changement d'outils, cachés par le carénage.
Le plateau tournant à axe vertical tourne lui-même sur un plateau incliné (2 axes).
La broche est à axe vertical, et ses mouvements constituent les 3 autres axes.

## Fabrication dans le noir
L'arrivée et diffusion de technologies qui permet aux robots de continuer leur production sans surveillance humaine mène à la possibilité (et réalité dans certains cas) d'opérer une usine dans le noir.

## De l'usine au site de production
Au XXIe siècle, le terme « usine » est remplacé par d'autres termes. On lui préfère « site de production » ou « pôle de production ». Mais, plus qu'une question de vocabulaire, ou de jargon, les mots traduisent une modification profonde de l'organisation industrielle, car dans l'usine, les employés et les machines-outils font plus qu'usiner, les employés réfléchissent et s'organisent en permanence pour être plus réactifs.
Le site de production est plus près du client, réagit plus vite aux commandes. Les plateformes logistiques préparent les commandes, elles font partie du processus de production. Les dernières phases de montage se font à la commande. Le flux tiré se généralise à la suite du développement technique des équipements industriels.

## Reconversions
Les anciennes usines désaffectées connaissent parfois une nouvelle vie, en étant reconverties en salles de concert ou d'exposition, ou encore en immeubles à appartements.

## Filmographie
- 2006 : Putain d'usine, film de Rémy Ricordeau[5]
- 2007 : Mega usine, méga défi : l'usine de gaz naturel liquéfié, conférence filmée de Marc Duval
- 2007 : La construction d'une usine : du virtuel au réel, conférence filmée d'Anne Pouliquen
- 2008 : Presto[6], film de Mathilde Nègre